# Nicoletta Machiavelli
Nicoletta Machiavelli (1 augustus 1944 te Stuffione, Ravarino - 15 november 2015 te Seattle), ook bekend als Nicoletta Rangoni Machiavelli en Nicoletta Macchiavelli, was een Italiaanse filmactrice.

## Levensloop
Nicoletta was de dochter van een Florentijnse vader en van een Amerikaanse moeder, Machiavelli was ook een afstammeling van de filosoof en auteur Niccolò Machiavelli. Ze studeerde schilderkunst aan de Accademia di Belle Arti di Firenze.
Na een auditie voor de rol van Eva in John Huston's The Bible: In the Beginning ... werd ze opgemerkt door producer Dino De Laurentiis die haar zeven jaar lang onder contract zette, een contract dat ze uiteindelijk na drie jaar brak.
Haar eerste rol was de vrouw van Ugo Tognazzi in A Question of Honor en na een paar komedies werd haar vroege carrière gekenmerkt door genrefilms, voornamelijk spaghettiwesterns, met name Navajo Joe van Sergio Corbucci en The Hills Run Red van Carlo Lizzani. Ook was ze te zien in de komische spaghettiwestern Garter Colt. Een van de zeldzame spaghettiwesterns met een vrouwelijke hoofdrol.
In 1984 werd Machiavelli een leerling van Osho en stopte ze met haar filmcarrière. Ze verhuisde uiteindelijk naar Seattle, Washington, waar ze onder andere Italiaans doceerde aan het Bellevue College en aan de Universiteit van Washington. Zij stierf op 15 november 2015, op 71-jarige leeftijd, aan een niet nader genoemde ziekte.

## Filmografie (selectie)
- Thrilling (1965)
- A Question of Honour (1966) - Domenicangela Piras
- I nostri mariti (1966) - Roberta (segment "Il Marito di Roberta")
- Kiss the Girls and Make Them Die (1966) - Sylvia
- The Hills Run Red (1966) - Mary Ann
- Navajo Joe (1966) - Estella, Mrs. Lynne's meid
- Matchless (1967) - Tipsy
- Anyone Can Play (1968)
- A Minute to Pray, a Second to Die (1968) - Laurinda
- Garter Colt (1968) - Lulu 'Garter' Colt
- Hate Thy Neighbor (1968) - Peggy Savalas
- Candy (1968) - Marquita
- Scarabea: How Much Land Does a Man Need? (1969) - Scarabea
- Temptation (1969)
- Hanging for Django (1969) - Maya
- Monte Carlo or Bust! (1969) - Dominique
- The Insatiables (1969) - Luisa Lamberti
- The Ravine (1969) - Anja Kovach
- Necropolis (1970)
- A Pocketful of Chestnuts (1970) - Teresa
- Lover of the Great Bear (1971) - Leonia
- The Policeman (1971)
- Man with the Transplanted Brain (1971) - Héléna
- Dirty Weekend (1973) - Sylva
- Malicious Pleasure (1975) - Melisa
- L'Année sainte (1976) - Carla, de terroriste
- Free Hand for a Tough Cop (1976) - Mara
- Beyond Good and Evil (1977) - Amanda
- La fuite en avant (1983) - Fiama (laatste filmrol)